# پولولان
پولولان (به انگلیسی: Pullulan) با فرمول شیمیایی (C۶H۱۲O۵)n یک ترکیب شیمیایی است. شکل ظاهری این ترکیب، پودر سفید است.